# Charles Tisseyre (homme politique)
Charles Tisseyre, né Marie Adrien Charles Tisseyre le 21 juillet 1880 à Chalon-sur-Saône (Saône-et-Loire) et décédé le 8 avril 1945 à Buchenwald (Allemagne),  est un homme politique français, mention Mort pour la France.

## Biographie

### Carrière politique
Négociant, il est député de Saône-et-Loire de 1919 à 1924, inscrit au groupe d'Action républicaine et sociale.
Non réélu en 1924, il abandonne sa carrière politique.

### Résistance
Dès 1940, il entre dans la Résistance à Paris.
Membre de l'Organisation civile et militaire, dirigeant de la région Bourgogne-Franche-Comté de ce réseau, il est arrêté le 3 septembre 1943.
Il est déporté et meurt au camp de concentration de Buchenwald en avril 1945.

## Vie privée
Marié en 1907 avec Marguerite Vabre, il a eu 2 fils, dont Pierre Tisseyre.

## Décoration
- Médaille de la Résistance française à titre posthume (décret du 11 mars 1947)[5]

## Sources
- « Charles Tisseyre (homme politique) », dans le Dictionnaire des parlementaires français (1889-1940), sous la direction de Jean Jolly, PUF, 1960 [détail de l’édition]